# شيح حقلي
الشيح الحقلي  ويعرف شعبياً باسم الشعال أو التقفت وهو نبات شجيري معمرة الساق ناعمة أسطوانية تتفرع قرب سطح التربة؛ الأوراق شريطية دقيقة جداً، شعرية، جالسة تظهر أحياناً في مجموعات على الساق، الأزهار دقيقة تخرج من ابط الورقة ولهذا النبات رائحة مميزة